# Margelopsis hartlaubi
Margelopsis hartlaubi är en nässeldjursart som beskrevs av Browne 1903. Margelopsis hartlaubi ingår i släktet Margelopsis och familjen Margelopsidae. Inga underarter finns listade i Catalogue of Life.